# Final Fantasy Crystal Chronicles
Final Fantasy Crystal Chronicles (ファイナルファンタジー クリスタルクロニクル Fainaru Fantajī Kurisutaru Kuronikuru?) es un videojuego de rol de acción desarrollado por Squaresoft y publicado por Nintendo para Nintendo GameCube, siendo el primer y único videojuego de la serie Final Fantasy publicado para dicho sistema. Square Enix trabajó en tres secuelas de este título ambientadas en el mismo universo:
- Final Fantasy Crystal Chronicles: Ring of Fates, para Nintendo DS.
- Final Fantasy Crystal Chronicles: The Crystal Bearers, para Wii.
- Final Fantasy Crystal Chronicles: The Little King and the Promised Land, para Wii.

Final Fantasy Crystal Chronicles recibió en agosto de 2020 una versión remasterizada, titulada Final Fantasy Crystal Chronicles: Remastered Edition. Esta versión remasterizada incluye gráficos mejorados, nueva música y arreglos musicales, trece nuevas mazmorras, actuación de voz y online multijugador con juego cruzado entre plataformas. El juego fue lanzado para Nintendo Switch, PlayStation 4 y plataformas móviles como Android e iOS. 

## Historia
El juego nos sitúa en un mundo donde el miasma, una extraña niebla que ha contaminado todo el aire y que impide la vida de los cuatro pueblos que hay en el mundo: los Clavates, los Liltis, los Yukos y los Selkis. Estos pueblos para sobrevivir protegen sus pueblos con un cristal que debe ser recargado con mirra cada año, una sustancia que se obtiene de los árboles de mirra, los cuales solo dan una gota de mirra cada varios años. Para conseguir la mirra cada pueblo envía a la búsqueda de tal preciado elemento a las legiones de cristal. Pero el miasma ha traído consigo a monstruos y las legiones deben enfrentarse a ellos y protegerse del miasma.

## Razas
El juego dispone de cuatro razas para elegir:
- Clavate: Son la raza más equilibrada de todas... Son una raza especializada en defensa dado el gran escudo que llevan cargando, este, tiene una capacidad para cubrir diversos tipos de ataques y mantienen a salvo a los demás del equipo. Con gran habilidad para el comercio, son los más parecidos a nosotros por lo que podríamos considerarlos humanos.

- Liltys: Son los personajes más testarudos de FFCC, viven en las altas montañas y en las minas más oscuras. Son expertos herreros y nadie domina con más destreza las lanzas como ellos. Si deseas un combate a fuerza bruta, los Lilty son tus ideales.

- Selkie: Las criaturas más rápidas de este mundo, son los Selkies. Astutos como nadie pero también algo engañosos. La agilidad y el robo son sus fuertes, también buenos en batalla, los Selkies van armados con paletas aurales arma exclusiva de su raza. Viven en el centro del bosque, muy lejos de la civilización o en una pequeña isla que alberga un desierto, en un pequeño pueblo costero llamado Leuda.

- Yuko: Son criaturas discretas y calladas que viven en los valles y son grandes hechiceros. Se dice de ellos que no tienen cuerpo, y por eso se cubren con todo tipo de armaduras mágicas que ellos mismos fabrican. Son los mejores alquimistas que puedes encontrar y tu mejor opción si quieres magia al más puro estilo Yuko. Además pueden hacerse invisibles (una gran virtud).

## Nivel técnico
Gráficamente el juego tiene un gran nivel, sobre todo en cuanto a diseño de escenarios. Pese a ello, la vista aérea que caracteriza a muchos RPG impide un gran detalle de objetos y escenarios. Los enemigos y personajes son del estilo de Final Fantasy IX, de aspecto pequeño y cabeza desproporcionadamente grande. Las animaciones de los mismos están bastante bien conseguidas. Los efectos de luz y agua son excelentes.
La música es bastante adecuada a cada escenario y los efectos de sonido son los típicos del género. No incluye selector de 50/60 Hz (en la versión PAL, la cual obliga a jugar a 50 Hz) ni tiene sonido envolvente (Dolby Pro-Logic II, que es el sistema que usa GameCube).

## Manga
Poco después del lanzamiento de Final Fantasy Crystal Chronicles para Nintendo Gamecube, se serializó en la revista Gekkan Shōnen Gangan de la editorial Square Enix el manga de Final Fantasy Crystal Chronicles, llamado Final Fantasy Crystal Chronicles: Hatenaki Sora no Mukou ni (ファイナルファンタジー・クリスタルクロニクル～はてなき空の向こうに~ Fainaru Fantajī Kurisutaru Kuronikuru: Hatenaki Sora no Mukou ni?). El manga fue adaptado por Ryunosuke Ichikawa.